# 联邦社会保障公共服务部
社会保障部，全称联邦社会保障公共服务部（荷蘭語：Federale Overheidsdienst Sociale Zekerheid），是比利时的一个联邦公共服务部，负责比利时的社会保障系统。